# Pawieł Buczniewicz
Pawieł Andriejewicz Buczniewicz (ros. Павел Андреевич Бучневич; ur. 17 kwietnia 1995 w Czerepowcu) – rosyjski hokeista, reprezentant Rosji.

## Kariera
- Ałmaz Czerepowiec (2011-2013)
- Siewierstal Czerepowiec (2012-2015)
- SKA Sankt Petersburg (2015-2016)
- New York Rangers (2016-)

Wychowanek Siewierstali Czerepowiec. Od 2011 występował w zespole juniorskim Ałmaz, grającym w lidze Mołodiożnaja Chokkiejnaja Liga (MHL). Równocześnie od 2012 sukcesywnie grał w seniorskiej drużynie Siewierstali. W czerwcu 2012 przedłużył kontrakt z klubem. Od sezonu KHL (2013/2014) na stałe występuje w lidze KHL. 30 czerwca 2013 w drafcie NHL z 2013 został wybrany przez New York Rangers z numerem 75. Od grudnia 2015 zawodnik SKA. Od maja 2015 zawodnik New York Rangers, związany kontraktem wstępującym.
Uczestniczył w turniejach mistrzostw świata do lat 17 w 2012, do lat 18 edycji 2013, do lat 20 edycji 2014, 2015. Od sezonu 2014/2014 reprezentant seniorskiej kadry Rosji. W seniorskiej kadrze Rosji uczestniczył w turnieju mistrzostw świata edycji 2018.

## Sukcesy
Reprezentacyjne
- Brązowy medal mistrzostw świata juniorów do lat 20: 2014

Indywidualne
- Mistrzostwa świata do lat 18 w hokeju na lodzie mężczyzn 2013/Elita:
  - Drugie miejsce w klasyfikacji strzelców turnieju: 5 goli[4]
  - Trzecie miejsce w klasyfikacji asystentów turnieju: 6 asyst[5]
  - Drugie miejsce w klasyfikacji kanadyjskiej turnieju: 11 punktów[6]